# Nicola Sacco
Nicola Sacco   (Torremaggiore, 22 d'abril de 1891 - Charlestown, 23 d'agost de 1927), immigrant italià resident als Estats Units, fou un activista polític anarquista.
Fou executat el 23 d'agost de 1927 al costat de Bartolomeo Vanzetti després de ser declarats culpables de l'assalt i homicidi del pagador d'una fàbrica, Frederick Parmenter i el seu escorta, Alessandro Berardelli, al poble de South Braintree, Estats Units, el 15 d'abril de 1920.
El 1977, una recerca ordenada pel llavors governador de Massachusetts, Michael Dukakis, va arribar a la conclusió que Nicola Sacco i Bartolomeo Vanzetti no havien rebut un judici just. Dukakis va proclamar el 23 d'agost de 1977 el Dia en Memòria de Sacco i Vanzetti (Sacco and Vanzetti Memorial Day), amb el propòsit d'eliminar l'estigma dels seus noms. No van rebre un perdó pòstum, perquè hagués significat adjudicar-los culpabilitat.
Hi ha una pel·lícula sobre aquest cas famós d'assassinat institucional, titulada Sacco e Vanzetti, de Giuliano Montaldo, del 1971.